# Hylton Mitchell
Hylton Mitchell (* 12. September 1926 in Claxton Bay; † 7. Februar 2014 ebenda) war ein Radrennfahrer aus Trinidad und Tobago.

## Sportliche Laufbahn
Mitchell war Bahnradsportler und auch im Straßenradsport aktiv. Er war Teilnehmer der Olympischen Sommerspiele 1956 in Melbourne. Dort startete er im 1000-Meter-Zeitfahren und belegte beim Sieg von Leandro Faggin den 19. Platz. Im Sprint schied er im Vorlauf aus. Im olympischen Straßenrennen schied er aus. Mitchell startete bei den Spielen auch in der Leichtathletik, er war Mitglied der Sprintstaffel seines Landes. 
Bei den Panamerikanischen Spielen 1955 und bei den Commonwealth Games 1958 war er im Bahnradsport am Start.